# Refuge Ercu
Il refuge Ercu è un rifugio alpino a 1.667 m d'altezza che si trova nel comune di Corscia nella piccola valle del torrente Erco, tributario del Golo ai piedi del monte Cinto (2.706 m). Il rifugio ha una capienza di 15 posti.